# Syngrapha octosignata
Syngrapha octosignata är en fjärilsart som beskrevs av Augustus Radcliffe Grote 1874. Syngrapha octosignata ingår i släktet Syngrapha och familjen nattflyn. Inga underarter finns listade i Catalogue of Life.